# آلان دا كوستا
آلان دا كوستا (بالفرنسية: Alain Da Costa)‏ هو لاعب كرة قدم ومدرب كرة قدم غابوني، ولد في القرن 20 في الغابون.

## وصلات خارجية
- آلان دا كوستا على موقع قاعدة بيانات كرة القدم.إي يو (الإنجليزية)
- آلان دا كوستا على موقع عالم كرة القدم.نت (الإنجليزية)